# Liste der Premierminister von Manitoba

Flagge von Manitoba

Diese Liste führt die Premierminister (engl. premier) der kanadischen Provinz Manitoba seit dem Beitritt zur Kanadischen Konföderation im Jahre 1870 auf. Manitoba besitzt ein Einkammernparlament mit einer auf dem Westminster-System basierenden parlamentarischen Regierung. Dabei ist der Premierminister zugleich Vorsitzender jener Partei, die in der Legislativversammlung die meisten Sitze hält. Der Premierminister tritt als Regierungschef auf, während das Staatsoberhaupt, der kanadische Monarch, durch einen Vizegouverneur (lieutenant governor) vertreten wird. Außerdem stellt der Premierminister aus den Reihen der gewählten Abgeordneten die als Exekutivrat bezeichnete Regierung zusammen und steht dieser vor. Vor 1888 gab es in Manitoba keine Parteien.

## Premierminister von Manitoba
| Premierminister (Partei) | Premierminister (Partei)                 | Premierminister (Partei)                           | Amtszeit                                        |
| ------------------------ | ---------------------------------------- | -------------------------------------------------- | ----------------------------------------------- |
|                          | 1.                                       | Alfred Boyd (parteilos)                            | 16. September 1870 – 14. Dezember 1871          |
|                          | 2.                                       | Marc-Amable Girard (parteilos)                     | 14. Dezember 1871 – 14. März 1872 (1. Amtszeit) |
|                          | 3.                                       | Henry Joseph Clarke (parteilos)                    | 14. März 1872 – 8. Juli 1874                    |
|                          | -                                        | Marc-Amable Girard (parteilos)                     | 8. Juli 1874 – 2. Dezember 1874 (2. Amtszeit)   |
|                          | 4.                                       | Robert Atkinson Davis (parteilos)                  | 2. Dezember 1874 – 16. Oktober 1878             |
|                          | 5.                                       | John Norquay (parteilos)                           | 16. Oktober 1878 – 24. Dezember 1887            |
|                          | 6.                                       | David Howard Harrison (parteilos)                  | 26. Dezember 1887 – 19. Januar 1888             |
|                          | 7.                                       | Thomas Greenway (Liberal Party)                    | 19. Januar 1888 – 6. Januar 1900                |
|                          | 8.                                       | Hugh John Macdonald (Conservative Party)           | 10. Januar 1900 – 29. Oktober 1900              |
|                          | 9.                                       | Rodmond Roblin (Conservative Party)                | 29. Oktober 1900 – 12. Mai 1915                 |
|                          | 10.                                      | Tobias Norris (Liberal Party)                      | 12. Mai 1915 – 8. August 1922                   |
|                          | 11.                                      | John Bracken (United Farmers / Progressive Party)  | 8. August 1922 – 16. Juni 1932                  |
| -                        | John Bracken (Liberal-Progressive Party) | 16. Juni 1932 – 14. Januar 1943                    |                                                 |
|                          | 12.                                      | Stuart Garson (Liberal-Progressive Party)          | 14. Januar 1943 – 13. November 1948             |
|                          | 13.                                      | Douglas Lloyd Campbell (Liberal-Progressive Party) | 13. November 1948 – 30. Juni 1958               |
|                          | 14.                                      | Dufferin Roblin (Progressive Conservative Party)   | 30. Juni 1958 – 27. November 1967               |
|                          | 15.                                      | Walter Weir (Progressive Conservative Party)       | 27. November 1967 – 15. Juli 1969               |
|                          | 16.                                      | Edward Schreyer (New Democratic Party)             | 15. Juli 1969 – 24. November 1977               |
|                          | 17.                                      | Sterling Lyon (Progressive Conservative Party)     | 24. November 1977 – 30. November 1981           |
|                          | 18.                                      | Howard Pawley (New Democratic Party)               | 30. November 1981 – 9. Mai 1988                 |
|                          | 19.                                      | Gary Filmon (Progressive Conservative Party)       | 9. Mai 1988 – 5. Oktober 1999                   |
|                          | 20.                                      | Gary Doer (New Democratic Party)                   | 5. Oktober 1999 – 19. Oktober 2009              |
|                          | 21.                                      | Greg Selinger (New Democratic Party)               | 19. Oktober 2009 – 3. Mai 2016                  |
|                          | 22.                                      | Brian Pallister (Progressive Conservative Party)   | 3. Mai 2016 – 1. September 2021                 |
|                          | 23.                                      | Kelvin Goertzen (Progressive Conservative Party)   | 1. September 2021 – 2. November 2021            |
|                          | 24.                                      | Heather Stefanson (Progressive Conservative Party) | 2. November 2021 – 18. Oktober 2023             |
|                          | 25.                                      | Wab Kinew (New Democratic Party)                   | 18. Oktober 2023 – amtierend                    |